# Yllenus improcerus
Yllenus improcerus là một loài nhện trong họ Salticidae.
Loài này thuộc chi Yllenus. Yllenus improcerus được Wanda Wesołowska & Antonius van Harten miêu tả năm 1994.